# Емблема на Франция
Франция няма герб. Настоящата емблема на страната датира от 1953 година и няма никакъв правен статут като официален символ на Френската република. За първи път се появява на френските паспорти през 1912 година и се използва от френското външно министерство за дипломатическа употреба. През 1953 година ООН се обръща към Франция с молба да изпрати свой герб, който да бъде поставен между гербовете на останалите страни членки. Тъй като страната няма официално приет герб се свиква специална комисия, която взема решение сегашният вариант на националната емблема от 1912 година да бъде изпратен в ООН като „герб на Франция“. И в този случай на националната емблема не ѝ е придаден никакъв официален статут.
Настоящият национален символ на Франция представлява емблема, а не герб, тъй като не следва хералдическите правила. Причината за това е, че хералдиката във Франция все още е смятана за наука за аристократична символика, свързана със стария монархически режим от времето преди Великата Френска революция.

## Символика
- На щит с лъвова глава е изписан монограма RF, който е акроним за Френска република (на френски: République Française).
- Маслиновата клонка символизира мира.
- Дъбовата клонка символизира дълговечност.
- Фасциите символизират справедливостта (според древноримската традиция, а не според фашизма).